# 威克島戰役
威克島戰役（英語：Battle of Wake Island）是1941年12月8日至1941年12月23日在威克島及其環礁進行的戰役，該戰役緊接在日軍偷襲珍珠港之後。大日本帝國與美國的空中、陸上及海上部隊交戰，其中雙方的海軍陸戰隊更是扮演著關鍵的角色。1941年12月23日，驻岛美軍向大日本帝國投降，戰役結束。
日本佔領威克島後，這座島在第二次世界大戰期間一直被日本控制，直到1945年9月4日，島上剩餘的日本駐軍向美國海軍陸戰隊投降，而在兩天前麥克阿瑟將軍在密蘇里號上接受日本投降。

## 序幕
時值1941年1月，美國海軍在環礁上建立軍事基地。8月19日，詹姆斯˙戴維魯少校帶領著美國海軍陸戰隊第1防禦營的分隊共450名軍官與士兵部署在威克島。即使環礁已經是相對小的防禦區域，陸戰隊依然沒有足夠兵力完全佈防，裝備也沒有完全到位，尤其是對空雷達部件沒有交到陸戰隊手上。稍後保羅˙普特南少校帶領的海陸攻擊中隊VMF-211的分隊與12架F4F野貓戰鬥機來到威克島，補強了駐軍的戰力。與此同時，68名美國海軍人員與大約1221名莫里森-克努森土木工程公司的工人也部署在該島上。泛美航空位於威克島上的設施內有泛美航空所雇用的45名查莫羅人（來自馬里亞納群島與關島的密克羅尼西亞群島原住民）。

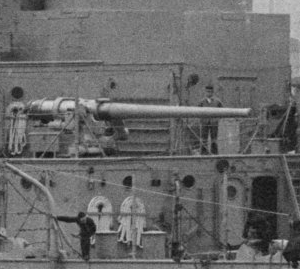
德克薩斯號戰艦 (BB-35)的5"/51 艦炮，於1914年攝.

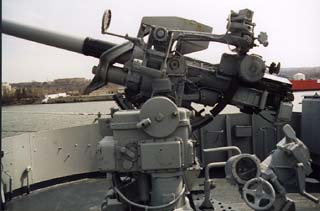
斯萊特號護航驅逐艦(DE-766)的3"/50 艦炮

陸戰隊配置了6門5吋51倍徑砲，該艦砲原為老戰艦德克薩斯號的武裝，此外還配置了12門3吋50倍徑防空炮（但全部僅配有1具射擊指揮儀）、18挺白朗寧M2重機槍以及30挺白朗寧M1917重機槍。
11月28日時，海軍航空兵溫菲爾德˙康寧漢中校至威克島報到，並負責指揮島上所有美軍；在戰爭爆發前，他僅有10天檢查防務及評估他的士兵。
12月6日時，日本第27潛艇隊（伊65、伊66、伊67）從瓜加林環礁拔錨進行巡邏並在整場戰役中負責封鎖該海域。
12月8日時，就在收到珍珠灣攻擊的訊息的幾個小時（威克島位於國際換日線的另一邊）後，36架九六式陸上攻撃機二三型從馬紹爾群島起飛，空襲威克島並炸毀地面上的8架F4F野貓戰鬥機。雖然其餘四架當時正在進行空中巡邏，但由於可見度不佳而未能看見日軍轟炸機。但在隔日這幾架野貓擊落了2架轟炸機。由於空襲主要是針對飛機，因此所有陸戰隊的防禦陣地完好無損。空襲造成在55名海陸航空兵中，23人陣亡、11人受傷。
在空襲過後，泛美航空的員工搭乘「菲律賓快艇（Philippine Clipper）」撤離，「菲律賓快艇」是一架馬丁M-130飛行艇，當時剛好搭載著乘客停靠在威克島，在空襲時奇蹟地毫髮無傷，但泛美航空所雇用的查莫羅人不被允許上機而被留在島上。
日軍在其後發起兩次空襲，12月9日的空襲目標為主營地，摧毀了民用醫院及泛美航空的設施；美軍在空襲後立刻進行炮位移動，避免日軍偵照炮位，並在原本的位置上設置了木造複製品，成功地誘騙日軍襲擊誘餌的位置。隔天日軍則是將轟炸機攻擊集中在偏遠的威爾克斯島（Wilkes Island），其中一個炸彈不偏不倚地引爆了民用炸藥堆並造成連續反應，摧毀了威爾克斯島的火砲彈藥。

## 首次登陸行動
12月11日清早，憑藉4架倖存的野貓的支援下，美軍成功擊退由南洋部隊發起的攻擊。南洋部隊由輕巡洋艦夕張號、天龍號、龍田號和驅逐艦彌生號、睦月號、如月號、疾風號、追風號、朝凪號和2艘由樅級驅逐艦改裝而成的巡邏艇第32號哨戒艇（原葵號）以及第33號哨戒艇（原萩號）和潛水母艦迅鯨號以及2艘運兵船金剛丸、金龍丸組成，運兵船上搭載了450名海軍特別陸戰隊；潛水艇伊65、伊66、伊67則是在周邊巡邏確保防線。
美國海軍陸戰隊員以6門5-英寸（127-）岸防炮攻擊入侵艦隊，陸戰隊指揮官戴維魯少校下令砲手等待敵軍到達岸防射程內才開火。位於皮爾島（Peale islet）的L砲連擊沉離岸4,000 yd（3,700米）遠的疾風號，岸上守軍全程目睹疾風號遭到至少兩發砲擊命中其彈藥庫並造成爆炸後的兩分鐘內沉沒。A砲連宣稱命中數次夕張號，但夕張號的行動報告並未提及受到任何損害； 4架野貓同時以炸彈攻擊如月號船尾儲存深水炸彈的位置，並成功擊沉如月號。這兩艘日軍驅逐艦失去幾乎所有船員（僅有1名疾風號船員生還），疾風號也成為大日本帝國海軍在二戰中第一艘被擊沉的水面艦；日方紀錄在首次登陸行動時共有407人傷亡。日軍決定取消登陸並撤退，這也是他們在二戰中面對美軍的首次挫敗。
首次攻擊打響後，美國的新聞媒體報導在詢問有關援軍及補給時，康寧漢中校開玩笑地回應：「再送更多日本鬼子來！」。但實際上，康寧漢送了一長串關鍵設備清單至他的直屬上級第14海軍區（14th Naval District）司令，其包含瞄具、備料以及射控雷達。但威克島駐軍依然無法獲得他們所需的補給，並遭受日軍封鎖和空襲。

### 美國海軍中止救援行動

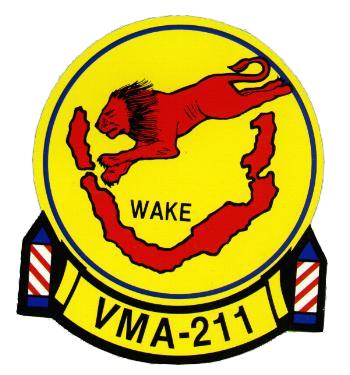
VMA-211 隊徽

太平洋艦隊總司令哈斯本·金梅爾上將任命由法蘭克·弗萊徹少將指揮的14特遣隊（Task Force 14, TF–14）負責解除威克島之圍，與此同時任命威爾遜·布朗少將帶領11特遣隊（Task Force 11, TF–11）進攻馬紹爾群島的賈盧伊特環礁作為佯攻。
14特遣隊由以下船艦組成：航空母艦薩拉托加號、運油艦內奇斯號、水上飛機母艦丹吉爾號、3艘重巡洋艦阿斯托利亞號、明尼亞波利斯號、舊金山號以及8艘驅逐艦塞弗里奇號（Selfridge(DD-357)）、麥霍號（Mugford (DD-389)）、賈維斯號、派特森號（Patterson (DD-392)）、拉爾夫·塔爾博特號、亨利號（Henley (DD-391)）、布魯號、漢姆號（Helm (DD-388)）。艦隊同時帶著第4海陸守備營（F炮連，配有4具3寸防空炮、B炮連，配有2具5寸/51炮）以及搭載在薩拉托加號上的VMF-221F2A戰鬥機中隊，以及康寧漢中校請求的各式補給品，如島上已佈署的3寸防空炮的3套完整的射控系統以及其所需的工具與備用零件、5寸岸防炮的零件及射控系統的備用零件、9000發5寸炮彈藥、12000發3寸炮彈藥以及3000000發50英吋彈藥、第4守備營的機槍組以及其勤務與支援單位、對空搜索雷達SCR-270、配有3寸防空砲的射控雷達SCR-268、大量迫擊砲彈藥以及1個營的輕兵器。
然而艦隊的行動卻被緩慢的油輪航行所耽擱，在12月22日21:00時，美軍接到情報2艘日軍航空母艦及2艘高速戰艦（但實際上是2艘重巡洋艦）出現在接近威克島的海域上，太平洋艦隊代理司令威廉·培伊中將下令14特遣隊返回珍珠港。

## 第二次登陸行動

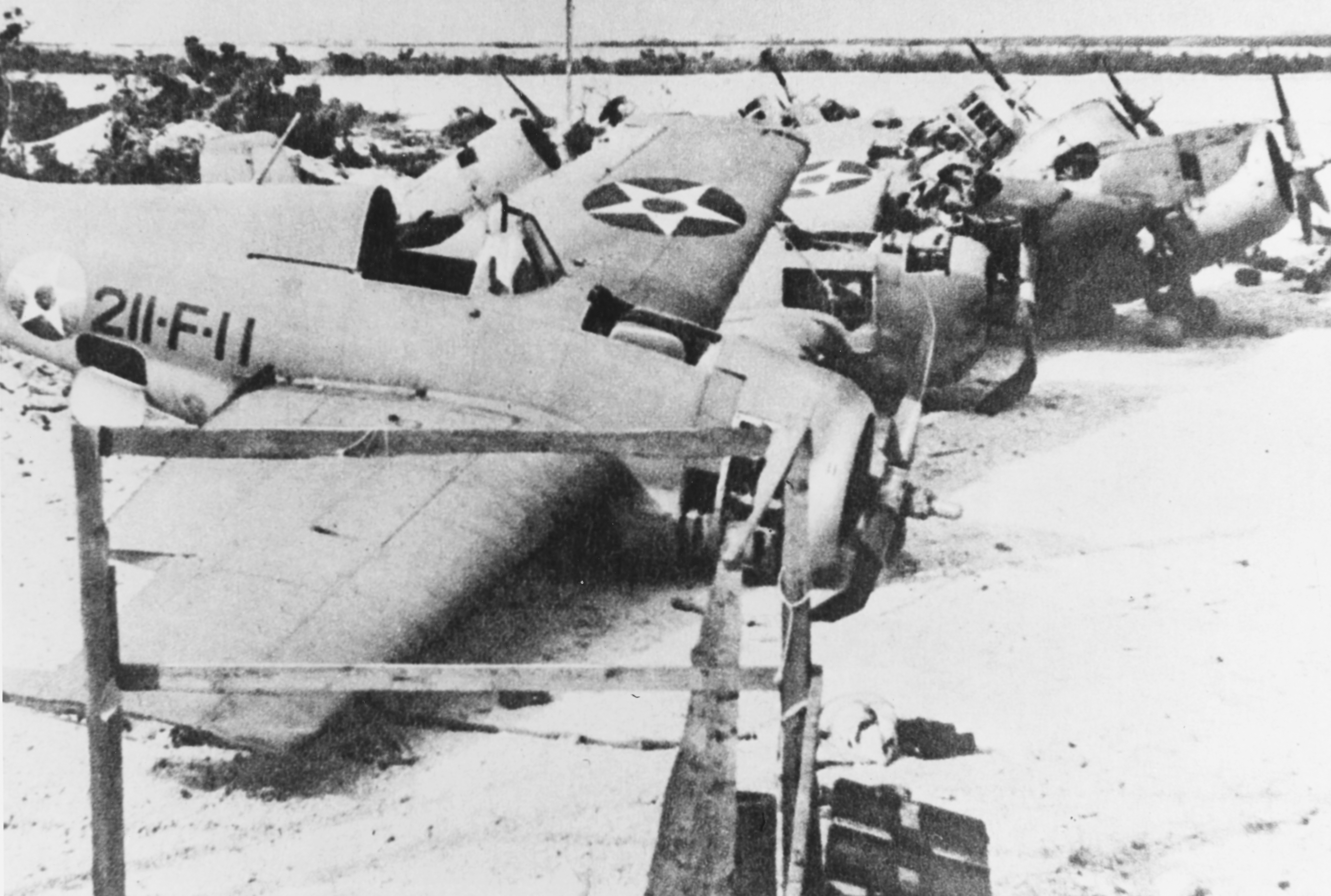
由亨利˙埃羅德上尉駕駛的野貓211-F-11的殘骸，如月號驅逐艦即是在12月11日的攻擊中被該機擊沉

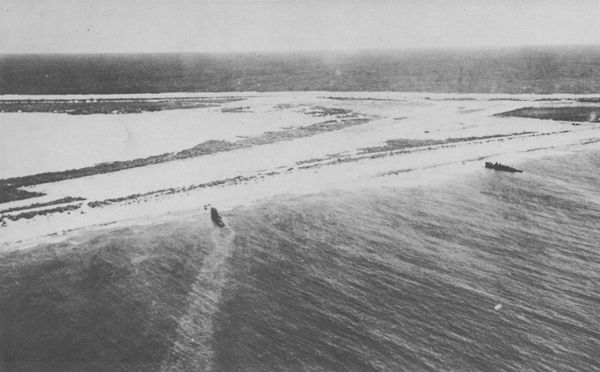
日軍第32號哨戒艇(左方)及第33號哨戒艇(右方)

威克島駐軍的表現促使日本海軍不得不進行大規模增援加強進攻力度，日本海軍將剛結束攻擊珍珠港的第2航空戰隊（航空母艦蒼龍號、飛龍號）及其護航艦第8戰隊（重巡洋艦利根號、筑摩號）以及第17驅逐隊（谷風號及浦風號）和剛剛結束關島戰役的第6戰隊（青葉、加古、衣笠、古鷹）、驅逐艦朧號、水上機母艦聖川丸、運輸船天洋丸以及參與吉爾伯特及馬紹爾群島戰事的第29驅逐隊（朝凪號及夕凪號）也前來支援。第二波日軍入侵部隊於12月23日到達，並加入第一波攻擊的船艦及1500名日本海軍陸戰隊。攻擊發起於02:35，在初步轟炸後，前驅逐艦第32號哨戒艇及第33號哨戒艇在試圖讓入侵部隊登陸時擱淺並燒毀；歷經了整夜與上午的鏖戰後，在彈藥逐漸見底的情況下，威克島駐軍在下午時向日軍投降。
在為期15天的圍攻行動中，美國海軍陸戰隊員49人陣亡、2人失蹤以及49人負傷，同時3名海軍人員身亡、包含10名查莫羅人在內的70名美國平民被殺以及12名平民受傷。日軍則是傷亡144人，140人為特別海軍陸戰隊及陸軍以及4人死於艦上。至少28架陸基戰機及艦載機遭到擊落或受損。日軍俘虜了所有島上的人，俘虜大宗為莫里森-克努森土木工程公司的平民承包商。
亨利˙埃羅德上尉，其中一位VMF-211的飛行員，因第二次入侵時的作戰表現而被追贈榮譽勳章，其擊落2架九六式陸上攻擊機及擊沉如月號。此後為紀念曾為守衛威克島奮戰的人們而設立一種特別的勳帶，該勳帶附加在海軍遠征獎章或海陸遠征獎章，

## 日軍佔領威克島

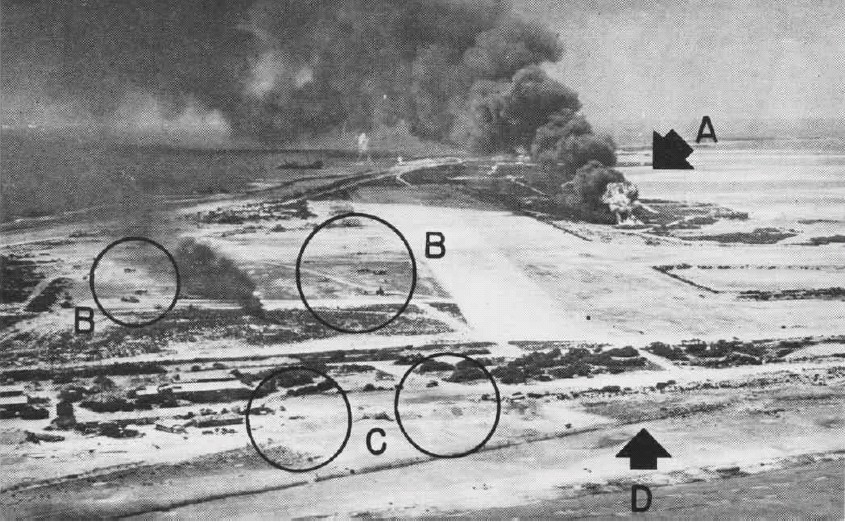
1943年10月，威克島被美軍轟炸

日軍佔領威克島後，擔心即將來臨的攻擊，於是加強了威克島上的防務。美國俘虜被命令在威克島上建造一連串的掩體與防禦工事。其中日軍帶來的一門8寸艦砲常被誤稱為在新加坡繳獲的。美國海軍並未對威克島採取兩棲進攻，而是採取以潛水艇建立封鎖線。潛水艇封鎖作戰相當成功，造成威克島上日本守軍陷入飢荒，日本守軍開始獵捕一種稱為「威克島秧雞」的秧雞，最終導致該物種滅絕。
1942年2月24日，從航空母艦企業號起飛的艦載機攻擊威克島上的日本駐軍。美軍從1942年至日本投降的1945年間定期轟炸威克島。1943年7月24日，由美國陸軍航空軍第42中隊（第11轟炸機大隊）的傑西·斯泰爾中尉率領的B-24解放者式轟炸機從中途島過境，空襲日本在威克島的駐軍。在該次空襲中，至少兩人因作戰表現獲頒飛行優異十字勳章。未來的美國總統老布希也作為海軍飛行員在威克島上進行他第一次的戰鬥任務。此後，威克島偶而遭到空襲，但沒有遭遇大型攻擊。

### 戰爭罪行

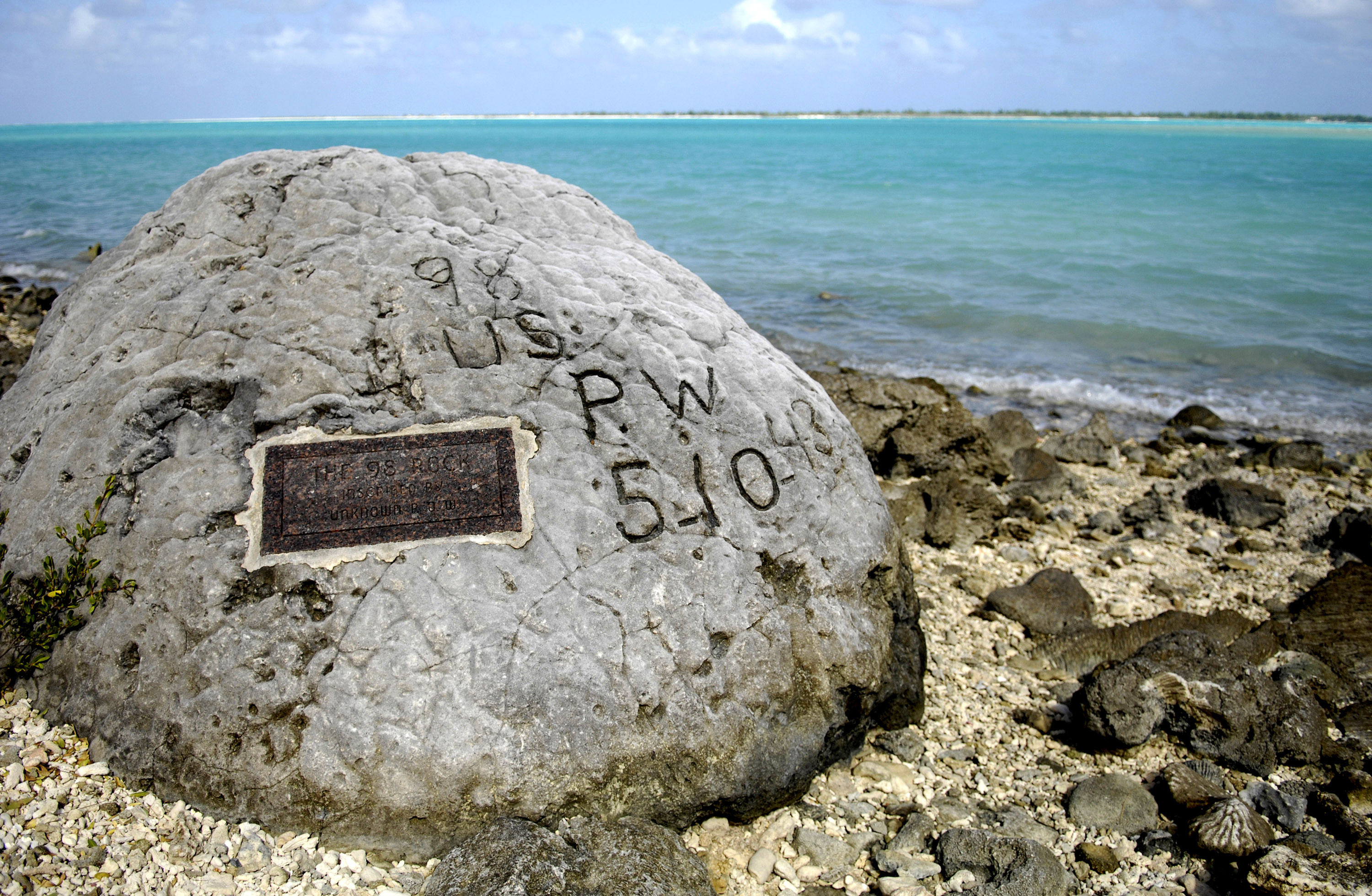
98石(The 98 rock)

1943年10月5日，來自航空母艦列星頓號的美國海軍艦載機空襲威克島。兩天後，由於擔心即將到來的美軍進攻，日本海軍少將酒井原繁松下令處決最初被保留從事強迫勞動的98名俘虜的美國平民工人。他們被帶到島的北端，被蒙上眼睛並用機槍處決。一名俘虜（姓名至今不明）成功逃脫，該名俘虜後來返回屠殺現場並在一塊大珊瑚礁上雕刻了“ 98 US PW 5-10-43”的訊息，受害者被草率地埋在亂葬崗中。不過那位成功逃脫的美國人最終被日軍捕獲，酒井原繁松親自以“軍刀”將其斬首。岩石上的銘文至今仍然可見，是威克島上的地標。
1945年9月4日，剩餘的日本駐軍向美國海軍陸戰隊勞森·山德森准將投降，移交儀式簡單地在護衛驅逐艦利維號（DE-162）上進行。稍早前日本駐軍得知大日本帝國即將戰敗情報，因此在美軍到來前，迅速地將萬人塚挖出，並將受害者遺骨轉移到入侵後在孔雀角（Peacock Point）建立的美國公墓，並豎立了木製十字架。在最初的審問中，日軍聲稱島上剩餘的98名美國人大部分是在美軍空襲中死亡的，剩餘的人是逃脫後被圍困在威克島北端的海灘上反抗並戰死。幾個日本軍官在關押期間畏罪自殺，並留下遺書指控主謀為酒井原繁松。酒井原繁松為犯下威克島屠殺等戰爭罪行而被判死刑，並於1947年6月18日在關島執行絞刑。受害的平民之遺骸後來被挖掘出後，重新埋葬在檀香山的太平洋國家紀念公墓G區。

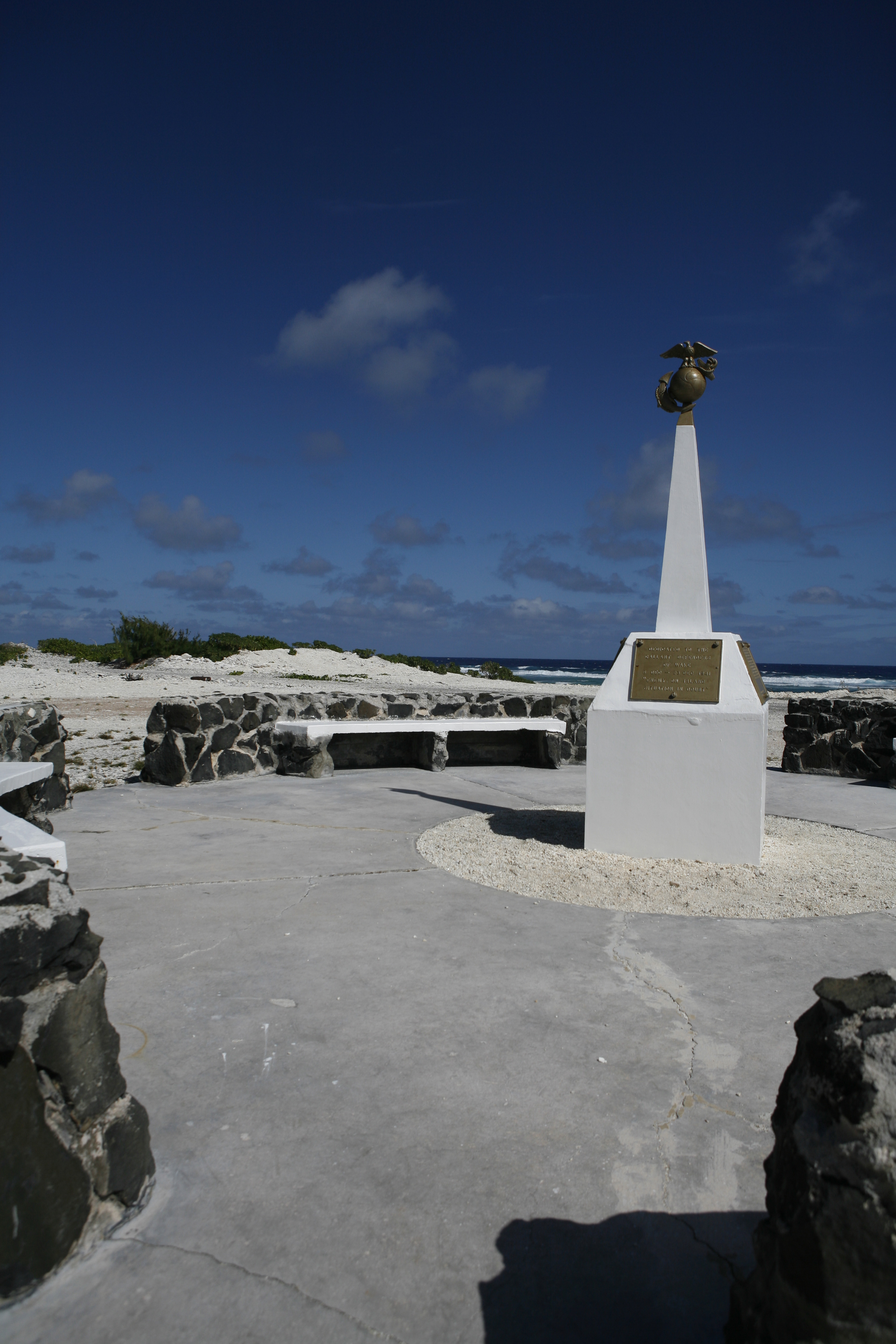
矗立在戴維魯少校的指揮所附近紀念威克島美軍的紀念碑

## 流行文化
1942年的美國電影威克島戰役的劇情即是描述威克島戰役，劇情與主要角色大多為虛構，該片是當年度票房排行榜名列前茅的電影。
威克島戰役也在1994年昆汀·塔倫提諾執導的黑色追緝令被提及，當克里斯多夫·華肯所飾演的越戰老兵孔斯上尉描述獲獎無數的布區·古利吉的祖父丹恩在威克島戰役中陣亡。在預感自己在即將在接下來的戰鬥中會陣亡，丹恩將他的腕錶（電影的劇情後來圍繞著這支錶發展）交給運輸船上的陌生人，並請求將腕錶送回家，而上一個保存這支腕錶的是布區的父親，布區的父親在越南戰爭的戰俘營中死亡，並在臨終前請求孔斯藏好手錶；孔斯便像布區的父親一樣將錶藏於肛門中數年，就是為了交給布區。
在電玩遊戲戰地風雲1942描述了這場戰役，"威克島戰役"因其受歡迎程度使得該戰役在該系列遊戲的後續幾作中不斷出現。迄今為止，它還在戰地風雲2、戰地風雲：英雄、戰地風雲2142、戰地風雲1943、戰地風雲4及戰地風雲5中出現。

## 註記
1. ↑  不包含海軍勤務人員與飛行員。
2. 1 2 3  Dull 2007，第24頁.
3. ↑  Dull 2007，第26頁.
4. ↑  Martin Gilbert, the Second World War (1989) pg 282
5. ↑  20人死於被俘期間
6. ↑  . Ibiblio.org/.   [2020-07-24]. （原始内容存档于2010-12-27）.
7. ↑  . nps.gov.   [2020-02-14]. （原始内容存档于2012-12-17）.
8. ↑  .   [2020-07-24]. （原始内容存档于2016-04-13）.
9. ↑  根據官方報告，威克島戰役爆發時實際上僅有449名陸戰隊員，因為12月20日時華特˙貝勒少校被命令離開威克島。
10. ↑  Urwin, Gregory. . Encyclopædia Britannica.   [2020-07-24]. （原始内容存档于2015-04-27）.
11. ↑  . historyofwar.org.   [2020-03-29]. （原始内容存档于2020-10-05）.
12. 1 2  Cunningham, W. Scott. . Boston, MA: Little, Brown and Company. 1961. OCLC 464544704.
13. ↑  Robert J. Cressman, A Magnificent Fight: Marines in the Defense of Wake Island, World War II Commemorative Series, ed. Benis M. Frank (Marine Corps Historical Center: Washington, D.C.:1998). Electronic version - accessed 6-10-2006 （页面存档备份，存于）
14. ↑  Nasuti, Guy. . Naval History and Heritage Command. December 2016. （原始内容存档于2021-01-26）.
15. ↑  Wheeler, Gerald E. . Naval Historical Center. April 1, 1996: 143  [2020-07-24]. ISBN 978-0945274261. （原始内容存档于2020-08-13）.
16. ↑  Lundstrom, John B.  1st Naval Institute Press pbk. Annapolis, Md.: Naval Institute Press. 1990  [2 May 2018]. ISBN 1-59114-471-X. （原始内容存档于2020-07-26）.
17. ↑  Heinly Jr., R. D.  (PDF). Division of Public Information - United States Marine Corps.   [2020-07-24]. （原始内容存档 (PDF)于2020-07-24）.
18. ↑  .   [2020-07-24]. （原始内容存档于2014-05-12）.
19. ↑  . marshall.csu.edu.au.   [2014-09-13]. （原始内容存档于2021-03-03）.
20. ↑  Scearce, Phil; "Finish Forty and Home", pgs 113-114.
21. ↑  . Atlas Obscura.   [2019-01-16]. （原始内容存档于2020-11-08） （英语）.
22. ↑  Jim Moran. . Bloomsbury Publishing. 20 September 2011: 84, 92  [2020-07-24]. ISBN 978-1-84908-604-2. （原始内容存档于2019-10-31）.
23. ↑  Maj. Mark E. Hubbs, U.S. Army Reserve (Retired). .   [February 18, 2011]. （原始内容存档于2008-02-14）.
24. ↑  . Encyclopedia Britannica.   [2019-01-16]. （原始内容存档于2021-03-08） （英语）.
25. ↑  Headsman. . ExecutedToday.com. 2009-06-18. （原始内容存档于2021-02-25）.
26. ↑  Administration, National Cemetery. . www.cem.va.gov.   [2019-01-16]. （原始内容存档于2021-01-26） （英语）.

## 延伸閱讀
- Dennis, Jim Moran. . Osprey Campaign Series 144. Illustrated by Peter Dennis. Oxford: Osprey Pub. 2011. ISBN 978-1-84908-603-5.
- Urwin, Gregory J.W. . Annapolis, Md.: Naval Institute Press. 2010. ISBN 978-1-59114-899-9.

## 外部連結
- The Defense of Wake（页面存档备份，存于）
- A Magnificent Fight: Marines in the Battle for Wake Island （页面存档备份，存于）
- USS Wake Island CVE-65 History（页面存档备份，存于）
- A Virtual Cemetery for Wake Island Defenders on Find A Grave （页面存档备份，存于）
- Wake Island Account （页面存档备份，存于）
- Account of the killed civilians （页面存档备份，存于）
- Wake Island Civilian Survivors Association
- Wake Island Civilian POW accounts （页面存档备份，存于）
- Wake Island Civilian POW Account （页面存档备份，存于）
- Wake Island Civilian POW Account
- Executed Today on the executed Civilians （页面存档备份，存于）
- Massacre on wake Island
- 互联网电影数据库（IMDb）上《Wake Island (1942)》的资料（英文）
- 互联网电影数据库（IMDb）上《Wake Island: Alamo of the Pacific (2003)》的资料（英文）
- Spennemann, Dirk H.R. . Digital Micronesia. Charles Sturt University. 2000–2005  [2007-01-23]. （原始内容存档于2006-10-01）.